# Steeve Guénot
Steeve François Fabien Guénot (ur. 2 października 1985 w Chalon-sur-Saône) – francuski zapaśnik startujący w stylu klasycznym w kategorii do 66 kg, złoty medalista igrzysk olimpijskich w Pekinie, brązowy medalista igrzysk olimpijskich w Londynie w kategorii 66 kg.
Srebrny medalista mistrzostw świata z Baku (2007) oraz brązowy mistrzostw Europy, również z Baku (2010). Brązowy medal na igrzyskach śródziemnomorskich w 2013. Siódmy w Pucharze Świata w 2009 roku.
Jest bratem zapaśnika i olimpijczyka Christophe Guénota.